# Marieke Sanders-Ten Holte
Pour les articles homonymes, voir Holte.
Maria Johanna (Marieke) Sanders-ten Holte, née le 7 novembre 1941 à Assen, est une femme politique néerlandaise.
Membre du Parti populaire pour la liberté et la démocratie, elle est membre des États provinciaux pour la Hollande-Méridionale de 1987 à 1999 et députée européenne de 1999 à 2004. 